# Cases barates del CADCI
Les cases barates del CADCI són dos conjunts arquitectònics situats al barri de Sarrià de Barcelona, catalogats com a bé amb elements d'interès (categoria C).

## Història
L'1 de desembre del 1921, es va crear la Cooperativa de l'Estatge del CADCI (fundat el 1903 com associació de treballadors mercantils i referent entre el moviment obrer i el nacionalisme català) amb la finalitat de construir habitatges a preu assequible per als seus socis. Una primera temptativa es va fer el 1915, però sense arribar a una solució. El 1921, coincidint amb la promulgació de la Llei de Cases Barates pel Govern de l'Estat, es va reprendre el projecte.
El març del 1922 es van visitar uns terrenys propietat de Joan Güell i López, comte de Güell, per mediació de Felip Bertran i Güell (representant d'Urbanitzacions Güell SA), i la compra s'escripturà el 5 d'agost del 1922 davant del notari Miquel Martí i Beya. Després de diversos estudis, el 27 de desembre s'aprovà el projecte de l'arquitecte Bonaventura Bassegoda i Amigó de casa de baixos i pis de maçoneria amb un cost aproximat de 10.000 pessetes cadascuna. Les vuit primeres foren encarregades al constructor Josep Duran i Ventosa, començant-hi les obres el març del 1924. El desembre del 1926 s'encarregaren sis més al constructor Joan Janer, i el 1927 es cobrí una part de la Riera Blanca i es construïren la resta. En total, eren onze cases «siameses» (cinc al passeig de Claudi Güell, cinc al passatge del Roserar i una al carrer d'Eduardo Conde) i dues aïllades (una al passeig de Claudi Güell i una altra al passatge del Roserar), que serien habitades per 24 famílies.
El desembre del 1928 es va acordar la compra d'uns altres terrenys entre el camí de Senillosa (actualment carrer del Capità Arenas) i les finques dels Güell i Folch-Girona, tocant als actuals jardins de Vil·la Amèlia, i es va contractar amb Joan Janer la construcció de 23 casetes més: set unifamiliars al carrer d'Ifni (abans Joguiner), una «siamesa» i set unifamiliars al carrer de Manuel de Falla (abans Puig i Esteve), i set unifamiliars al carrer de Riu de l'Or (abans CADCI). El 3 d'abril del 1932, les cases barates foren inaugurades oficialment pel president de la Generalitat de Catalunya Francesc Macià, dintre dels actes de commemoració del 31è aniversari de la fundació del CADCI.
El 1939, els béns de la Cooperativa foren confiscats pel nou Estat franquista i passaren a mans de l'Instituto Nacional de la Vivienda. Finalment, i després de nombrosos tràmits, el 1945 es van escripturar a favor dels socis de la Cooperativa les cases ocupades per aquests abans de la Guerra Civil. Posteriorment, el terreny que quedava per edificar als carrers del Capità Arenas i Farmacèutic Carbonell (uns 60.000 pams quadrats) fou venut en subhasta pública.
L'agost del 1994 foren enderrocades set cases unifamiliars al carrer de Manuel Falla, 2-14 per a construir-hi un bloc d'habitatges del Grup Figueras.

## Descripció
Són cases en filera de planta baixa, pis i golfes, sota una teulada a dues vessants acabades en potents ràfecs, i segueixen el model de les ciutats jardí angleses d'E. Howard amb un petit jardí amb pilastra i reixa. La composició de les façanes segueix un ordre molt equilibrat, amb la porta centralitzada, a banda i banda finestres de llinda, i més petites a les golfes. La construcció és a base de maçoneria amb el parament d'estuc lliscat i filatejat entorn de les obertures.
Les façanes s'han pintat en colors que generen un cromatisme sorprenent (sobretot les del carrer del Riu de l'Or), i  les cases núms. 16-18 del passeig de Claudi Güell tenen esgrafiats a base de motius de gerros amb flors.  Algunes de les del carrer d'Ifni tenen dos pisos, havent desaparegut les golfes, i a la del núm. 14 hi figuren les dates 1932 i 1945.